# Brunettia sexpunctata
Brunettia sexpunctata är en tvåvingeart som beskrevs av Satchell 1950. Brunettia sexpunctata ingår i släktet Brunettia och familjen fjärilsmyggor.
Artens utbredningsområde är Fiji. Inga underarter finns listade i Catalogue of Life.